# When Queenie Came Back
When Queenie Came Back è un cortometraggio muto del 1914 diretto da Harry A. Pollard. Prodotto dalla Beauty (American Film Manufacturing Company) su un soggetto di Bertie Badger Moyers, il film è una commedia che aveva come interpreti Margarita Fischer, Joe Harris, Mary Scott, Fred Gamble.

## Trama
La fedele Queenie, cuoca da anni dai Van Dyke, chiede per la prima volta qualche giorno di vacanza. La signora Van Dyke non solo gliela concede, ma le dice che può rimanere in ferie per quanto tempo vuole e che lei stessa cucinerà fino al suo ritorno. Dopo sole ventiquattro ore, i Van Dyke sono sull'orlo dell'esaurimento nervoso, accusandosi a vicenda per i guai che succedono in casa.

Il marito pensa che la soluzione possa essere un'agenzia di collocamento e vi si reca per prendersi una nuova domestica che presenta tutto felice alla moglie. La nuova cuoca, però, si rivela pigra e ostinata e il signor Van Dyke fa marcia indietro e questa volta ritorna a casa con una cuoca che si chiama Masculina. Il nome corrisponde a ciò che il nome implica.

I due padroni scappano di casa in preda al terrore. La signora Van Dyke scrive a Queenie una lettera dove le promette che se torna subito a casa le raddoppia lo stipendio. Con grande sgomento dei Van Dyke, la cuoca risponde che in vacanza ha trovato l'amore della sua vita e che sta per sposarsi quella domenica. Il lunedì, i Van Dyke stanno sbaraccando casa quando arriva un messaggio da Queenie: il fidanzato non si è presentato alla cerimonia e lei è di ritorno a casa. I Van Dyke preparano tutto per il suo rientro: le riempiono la stanza di fiori, le comprano nuovi mobili e un kimono, pantofole e poltrone. Queenie arriva in automobile accolta da una banda musicale. Senza marito ma felice, viene portata in trionfo, mentre i padroni si abbracciano felici.

## Produzione
Il film fu prodotto dalla Beauty (American Film Manufacturing Company).

## Distribuzione
Distribuito dalla Mutual, il film - un cortometraggio in una bobina - uscì nelle sale statunitensi il 17 novembre 1914.